# Willem van de Velde den ældre
Willem van de Velde den ældre (1610/11 – 13. december 1693) var en marinemaler i Den hollandske guldalder. Han var far til Willem van de Velde den yngre, der ligeledes var marinemaler, og som gik så godt i lære hos faderen, at der til tider kan herske tvivl om, hvilke malerier der er faderens, og hvilke der er sønnens.
- Episode fra det fire dage lange søslag 11.-14. juni 1666 i den anden engelsk-nederlandske søkrig (1665-67)
- Søslaget mod den spanske armada ved Duins

- Wikimedia Commons har flere filer relateret til Willem van de Velde den ældre

1. ↑  Navnet er anført på engelsk og stammer fra Wikidata hvor navnet endnu ikke findes på dansk.